# José Cura
José Cura (Rosario, 5 dicembre 1962) è un tenore, direttore d'orchestra e regista argentino.

## Biografia
Ricopre principalmente ruoli da tenore, ma occasionalmente interpreta anche parti da baritono. In Argentina ha debuttato a 15 anni come direttore di coro e ha studiato composizione e pianoforte. Nel 1991 si è trasferito in Europa con la moglie e il figlio di due anni per andare alla ricerca di parenti a Santo Stefano Belbo, in provincia di Cuneo, paese d'origine della nonna materna. Non avendo trovato nessun parente, ha raggiunto Verona, città dove abitava una coppia di italiani che aveva conosciuto durante il viaggio in aereo dall'Argentina all'Italia. Dopo una settimana, con moglie e figlio, è andato ad abitare a Cerro Veronese, dove ha vissuto per quattro anni e mezzo.
Nel febbraio 1992 ha esordito come cantante lirico a Verona, interpretando il ruolo del Padre nel Pollicino di Hans Werner Henze. 
Ha raggiunto popolarità internazionale nel 1995, sostituendo José Carreras al Royal Opera House, Covent Garden di Londra in Stiffelio con Catherine Malfitano seguito da Gabriele Adorno in Simon Boccanegra con l'Orchestra of the Age of Enlightenment e dal Conte Loris Ipanov in Fedora con Marija Hulehina e nel 1996 Samson in Samson et Dalila, Mario Cavaradossi in Tosca, Ismaele in Nabucco e Corrado ne Il corsaro con Viktorija Luk"janec' e Maria Dragoni.
A gennaio 2011 ha calcato nuovamente il palcoscenico del Teatro alla Scala nelle vesti di Canio nei Pagliacci di Ruggero Leoncavallo diretto da Daniel Harding trasmessa in diretta da Rai 5.
Nel 2012 ha interpretato Tosca allo Staatsoper di Vienna e all'Opéra Royal de Wallonie Pagliacci e Cavalleria rusticana, di cui ha curato anche la regia.

## Repertorio
- Georges Bizet
  - Carmen (Don José)
- Benjamin Britten
  - Peter Grimes (Peter Grimes)
- Umberto Giordano
  - Fedora (Loris),
  - Andrea Chénier (Chénier)
- Hans Werner Henze
  - Pollicino (Pollicino)
- Ruggero Leoncavallo
  - Pagliacci (Canio)
- Pietro Mascagni
  - Cavalleria rusticana (Turiddu)
  - Iris (Osaka)
- Amilcare Ponchielli
  - La Gioconda (Enzo)
- Giacomo Puccini
  - Le Villi (Roberto)
  - Edgar (Edgar)
  - Manon Lescaut (Des Grieux)
  - Tosca (Cavaradossi)
  - La rondine (Ruggero)
  - Turandot (Calaf)
- Camille Saint-Saëns
  - Sansone e Dalila (Samson)
- Giuseppe Verdi
  - Nabucco (Ismaele)
  - Il corsaro (Corrado)
  - Stiffelio (Stiffelio)
  - Il trovatore (Manrico)
  - La traviata (Alfredo)
  - Simon Boccanegra (Gabriele)
  - La forza del destino (Alvaro)
  - Aida (Radames)
  - Otello (Otello)
- Richard Wagner
  - Tannhäuser (Tannhäuser)
- Riccardo Zandonai
  - Francesca da Rimini (Paolo)

## Discografia
- Le Villi, 1994 (cd)
- Iris, di Pietro Mascagni), 1996 (cd)
- Anhelo, 1997
- Sansone e Dalila, di Camille Saint-Saëns, 1998
- Fedora, di Umberto Giordano, 1998
- Verismo, 1998 (cd)
- La traviata, di Giuseppe Verdi, 2000 (dvd & cd)
- Manon Lescaut, di Giacomo Puccini, Muti/Cura/Hulehina/Gallo, 1998 Deutsche Grammophon (cd)
- Arie di Verdi, 2000 (cd)
- Pagliacci, di Ruggero Leoncavallo, Riccardo Chailly/Barbara Frittoli/José Cura/Carlos Alvarez/Simon Keenlyside, 1999 Decca
- Tosca (2001), di Giacomo Puccini (dvd)
- A Passion of Verdi, 2001 (dvd)
- Il trovatore, di Giuseppe Verdi, 2002 (dvd)
- Aurora, 2002 (cd)
- Boleros, 2002
- Songs of Love, 2002 med Ewa Malas-Godlewska.
- Il trovatore, di Giuseppe Verdi, 2002, dir: Carlo Rizzi (dvd)
- Manon Lescaut, di Giacomo Puccini, 2005 (dvd)
- Otello, di Giuseppe Verdi, 2006, dir: Antoni Ros Barbà (dvd)
- Andrea Chénier, di Umberto Giordano, 2006, dir: Carlo Rizzi (dvd)

## Premi
- 1997: Premio Franco Abbiati della critica musicale italiana
- 1999: Professore honoris causae dell'Università di Buenos Aires
- 1999: Cantante dell'anno della Echo per la registrazione di Sansone e Dalila
- 1999: Cittadino d'onore di Rosario, Argentina
- 2000: Cavaliere dell'Ordine del Cedro, Libano
- 2003: Premio Catullo: artista dell'anno
- 2003: Cittadino d'onore di Veszprém, Ungheria
- 2007: Career Achievement Award, Libano

## Fonti
- Il sito ufficiale di José Cura, su josecura.com.
- Intervista a José Cura, su arena.it (archiviato dall'url originale il 13 ottobre 2007).
- Discografia, su operaclass.com.